# Aeroportul Frans Seda
Aeroportul Frans Seda (IATA: MOF, ICAO: WATC) este un aeroport din Maumere⁠(d), Sikka⁠(d), East Nusa Tenggara⁠(d), Indonezia ce deservește zona Maumere⁠(d).
Situat la o altitudine de 31 m, aeroportul dispune de o singură pistă.